# Szombathely
Szombathely er en by i det vestlige Ungarn med 77.757(2024) indbyggere. Byen er hovedstad i provinsen Vas og ligger tæt ved grænsen til nabolandet Østrig.
Navnet Szombathely betyder på ungarsk "Lørdagsstedet", hvilket refererer til, at der i middelalderen blev afholdt markeder i byen hver lørdag.